# Мампасси, Марк Рене
Марк Рене́ Мампасси́ (укр. Марк Рене Мампассі; род. 12 марта 2003, Донецк) — украинский и российский футболист, защитник московского «Локомотива».

## Биография
Родился в Донецке, отец — конголезец, мать — украинка. Футбольную карьеру начал в 2010 году в академии местного «Шахтёра».
21 февраля 2022 года, после ускоренной процедуры получения российского паспорта, был заявлен на сайте РПЛ как гражданин России.

## Клубная карьера

### «Шахтёр» (Донецк)
Выступал в молодежном чемпионате Украины, но ни разу не играл за первую команду «Шахтёра». В середине февраля 2021 отправился в полугодовую аренду в «Мариуполь». Дебютировал 6 марта 2021 в домашнем поединке 17-го тура Премьер-лиги против полтавской «Ворсклы» (0:1). Вышел на поле на 38-й минуте, заменив Максима Чеха. Летом 2021 года снова отправился в аренду в «Мариуполь».

### «Локомотив» (Москва)
17 декабря 2021 года стал игроком московского «Локомотива», подписав контракт на 5 лет. Чуть позже он объяснил своё решение тем, что тренер «Шахтера» не видел его в составе и он решил попробовать зайти с другой стороны.
В 2023 году ездил в аренду в «Антальяспор», не сыграв по итогу за турецкий клуб ни одного матча.
Затем уехал на правах аренды в бельгийский «Кортрейк», где стал игроком основы.